# Pinguin Moschner

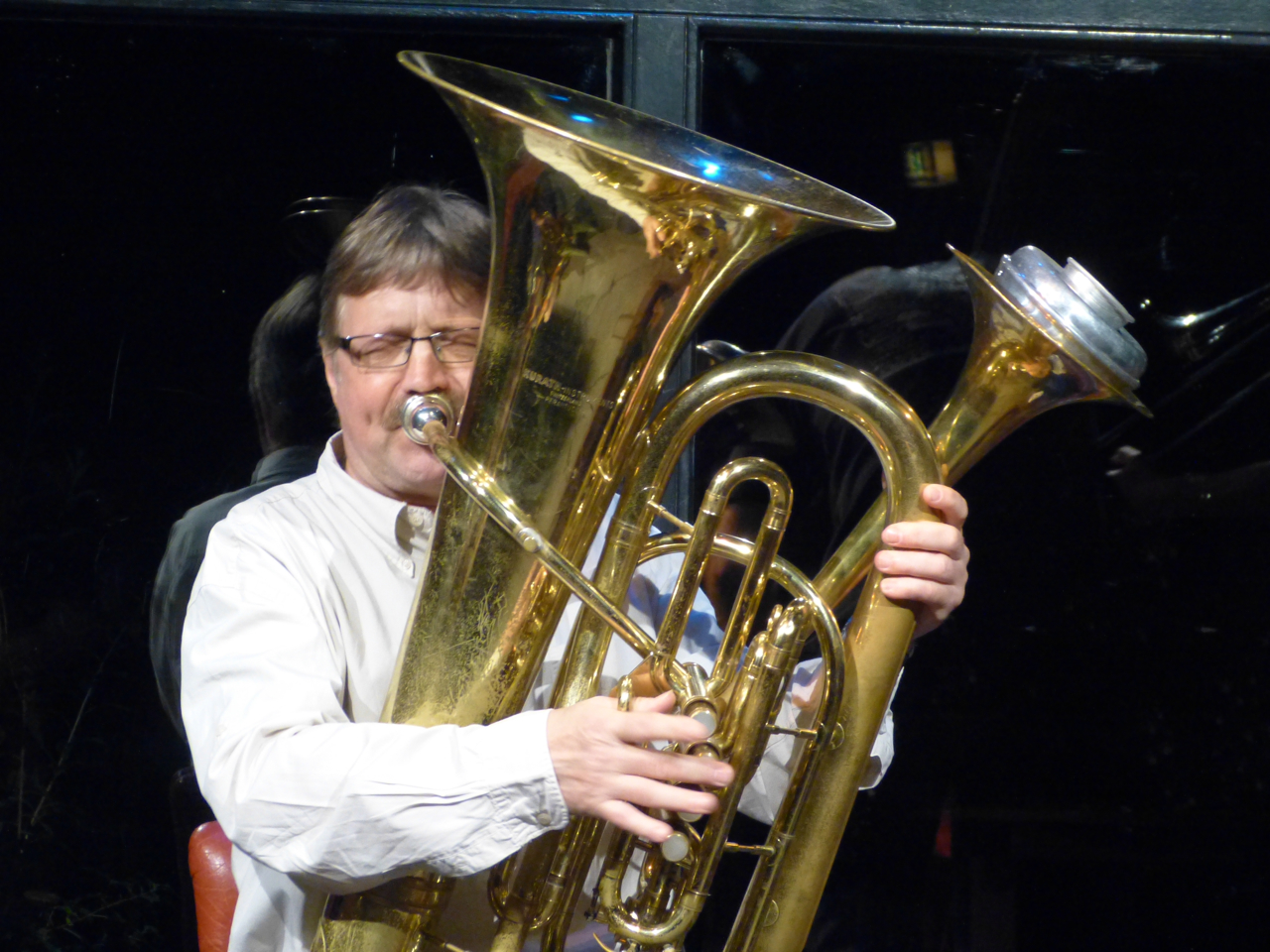
Pinguin Moschner beim Gedächtniskonzert für Peter Kowald im Stadtgarten Köln, September 2012

Bernd „Pinguin“ Moschner (* 22. Februar 1956 in Paderborn) ist ein deutscher Tubist und Euphonium-Spieler des Creative Jazz.

## Leben und Wirken
Moschner spielte zunächst in Bielefeld als Bassist in Jazzgruppen. Von 1977 bis 1984 studierte er an der Hochschule für Musik Köln. Bereits ab 1978 gab er Solokonzerte auf der Tuba. Bald spielte er mit Anthony Braxton, Ray Anderson, Peter Kowald, George Lewis, Paul Lovens, Evan Parker und Kenny Wheeler. Zwischen 1980 und 1986 war er Mitglied der „Blechband“ von Hannes Zerbe, spielte aber auch mit Conny Bauer und mit Roscoe Mitchell. Mit Melvyn Poore, Larry Fishkind und Paul Rutherford gründete er 1981 das „European Tuba Quartet“, das (mit Carl Ludwig Hübsch) bis heute besteht. Mit Barre Phillips unterhielt er ab 1986 die Gruppe „Beef Connection“. Weiterhin spielte er mit Joe Sachse im Duo, das auch um Maggie Nicols erweitert wurde, und im Duo mit Joëlle Léandre. In „Tung Tid“ traf er auf die schwedischen Musiker Mats Gustafsson und Christian Munthe, in „Pliff“ auf Alan Tomlinson und John Edwards. Er nahm weiterhin mit Wadada Leo Smith, Michael Sell, Paul Lytton, Jürgen Sturm, Manfred Hering und mit dem LUX-Orchester auf und ist Mitglied des Ensemble Creativ um Bernd Born.

## Diskographische Hinweise
- The Flight of the Humble Beast (1998, solo)
- European Tuba Quartet Low and Behold (1999, mit Bettina Wauschke, Larry Fishkind, Carl Ludwig Hübsch)

## Lexigraphische Einträge
- Martin Kunzler: Jazz-Lexikon. Band 2: M–Z (= rororo-Sachbuch. Bd. 16513). 2. Auflage. Rowohlt, Reinbek bei Hamburg 2004, ISBN 3-499-16513-9.
- Jürgen Wölfer: Jazz in Deutschland. Das Lexikon. Alle Musiker und Plattenfirmen von 1920 bis heute. Hannibal, Höfen 2008, ISBN 978-3-85445-274-4.